# Bullet for My Valentine (мини-альбом)
Bullet for My Valentine — дебютный мини-альбом британской группы Bullet for My Valentine, выпущенный 15 ноября 2004 года на лейбле Sony BMG. Все песни впоследствии были переизданы в мини-альбоме Hand of Blood.
Несмотря на то, что все песни в альбоме исполнены в стиле металкор, в звучании группы и её манере исполнения чувствуется влияние ню-метала (характерным примером этого является песня Just Another Star), который группа играла в своём раннем творчестве.

## Список композиций
Слова и музыка всех песен — Bullet for My Valentine.
| №                   | Название            | Длительность |
| ------------------- | ------------------- | ------------ |
| 1.                  | «Hand of Blood»     | 3:36         |
| 2.                  | «Cries In Vain»     | 3:59         |
| 3.                  | «Curses»            | 3:59         |
| 4.                  | «No Control»        | 3:34         |
| 5.                  | «Just Another Star» | 2:54         |
| Общая длительность: | Общая длительность: | 22:01        |

| №                   | Название                  | Длительность |
| ------------------- | ------------------------- | ------------ |
| 6.                  | «4 Words (To Choke Upon)» | 3:46         |
| Общая длительность: | Общая длительность:       | 21:50        |

## Участники записи
- Мэттью Так — ведущий вокал, соло и ритм-гитара
- Майкл Пэджет — ведущая гитара, бэк-вокал
- Джейсон Джеймс — бас-гитара, вокал
- Майкл Томас — ударные